# Двойченко, Пётр Абрамович
Пётр Абрамович (Аврамьевич) Двойченко (16 [28] сентября 1883, Симферополь — 25 мая 1945, Гвардейское, Крымская АССР) — геолог, гидрогеолог, кандидат геологических наук, профессор (1927).

## Биография
Родился 16 (28) сентября 1883 года в Симферополе. Младший брат участник Белого движения полковника Владимира Аврамовича Двойченко. Окончил Горный институт в Санкт-Петербурге (1913). Работал инженером-гидрогеологом Таврического земского управления. Избирался членом Крымского общества естествоиспытателей и любителей природы, Таврической ученой архивной комиссии. С 1917 преподавал в Таврическом университете, был деканом географического факультета (1934—1937). Принимал активное участие в деятельности Комиссии по изучению естественных производительных сил Крыма, изучая минеральные ресурсы.
Был арестован 8 апреля 1931 года ПП ОГПУ Крыма, обвинялся по ст. 58-7 УК РСФСР вредительство, участие в контрреволюционной организации, после следствия 12 июля 1931 года из-под стражи освобождён за недоказанностью обвинения.
В дневниковой записи от 26 января 1938 года В. И. Вернадский отмечал :

П. А. Двойченко фактически получил волчий билет — не пускают ни в Симферополь, ни в Воронеж в университет за идеи и высказывания, чуждые по идеологии. Главное, что ему инкриминируется: он за разговором со студентами говорил, что Энгельс все взял из Гегеля и Гегель — более глубокий оригинал его идей.

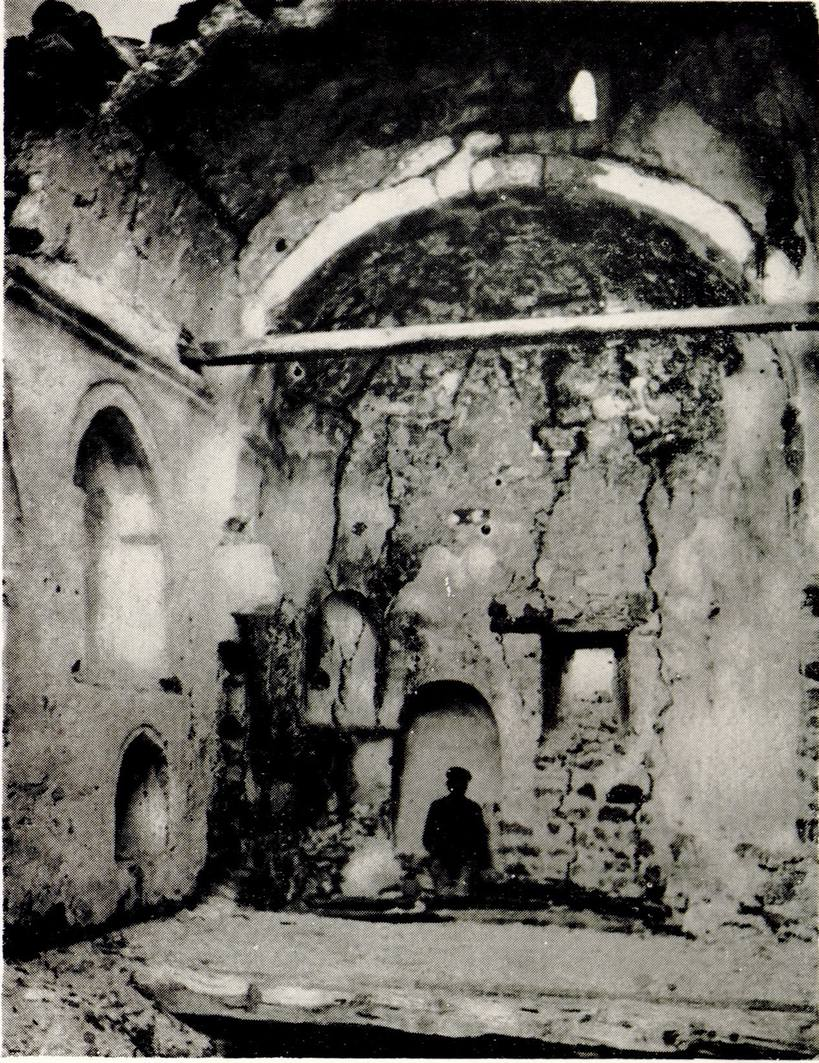
Интерьер полуразрушенного храма Фуны. Фото П. А. Двойченко, 1911 год

В 1939 восстановили в должности, однако отказали в присуждении докторской степени за фундаментальный труд по гидрогеологии Крыма. Преподавал в Одесском университете после освобождения города в 1944 году.
В декабре 1944 арестован по обвинению по статье 58-1а, приговорен к 10 годам ИТЛ, умер в исправительном трудовом лагере на станции Сарабуз 25 мая 1945 года.

## Научные труды

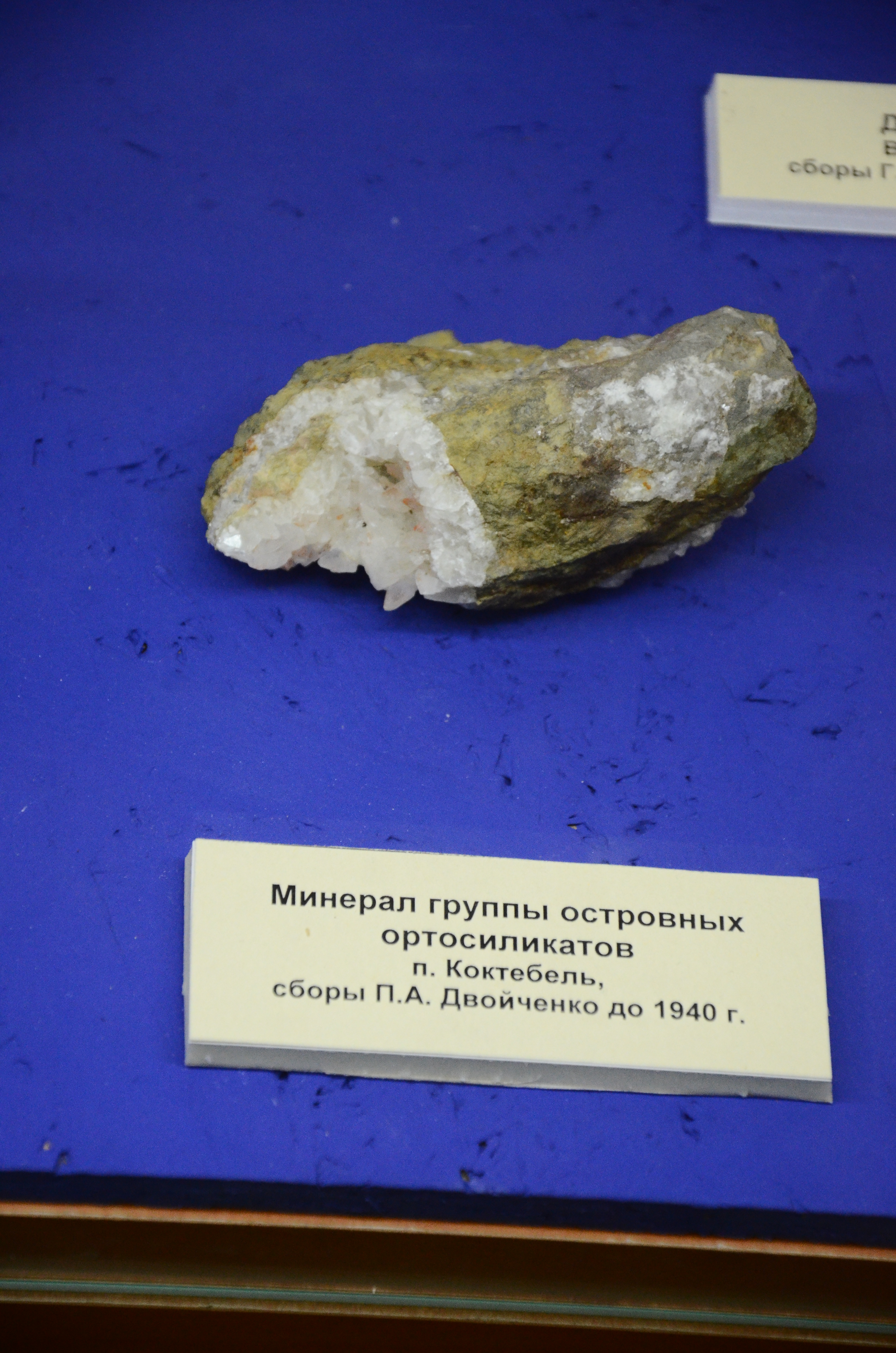
Минерал группы островных ортосиликатов найденный Двойченко в Коктебеле

П. А. Двойченко вёл геологические, гидрогеологические, географические и минералогические исследования в равнинном и горном Крыму. Наиболее существенен его вклад в геологическую историю полуострова (1926), в изучение природных катастроф в Крыму и Чёрном море. Им была издана русском и крымскотатарском языках книгу «Землетрясение 1927 года в Крыму». В 1935 году П. А. Двойченко осуществляет оригинальную попытку инженерно-геологического районирования Крыма, выявив и описав здесь 10 районов. В общей сложности ученому принадлежат около 100 научных работ по геологии и географии Крыма. Начиная с 1918 года профессор П. А. Двойченко около двух десятков лет осуществлял научно-педагогическую деятельность в Таврическом университете и затем Крымском педагогическом институте. В 1934 году он стал первым деканом вновь организованного географического факультета.